# إعادة إعمار العراق

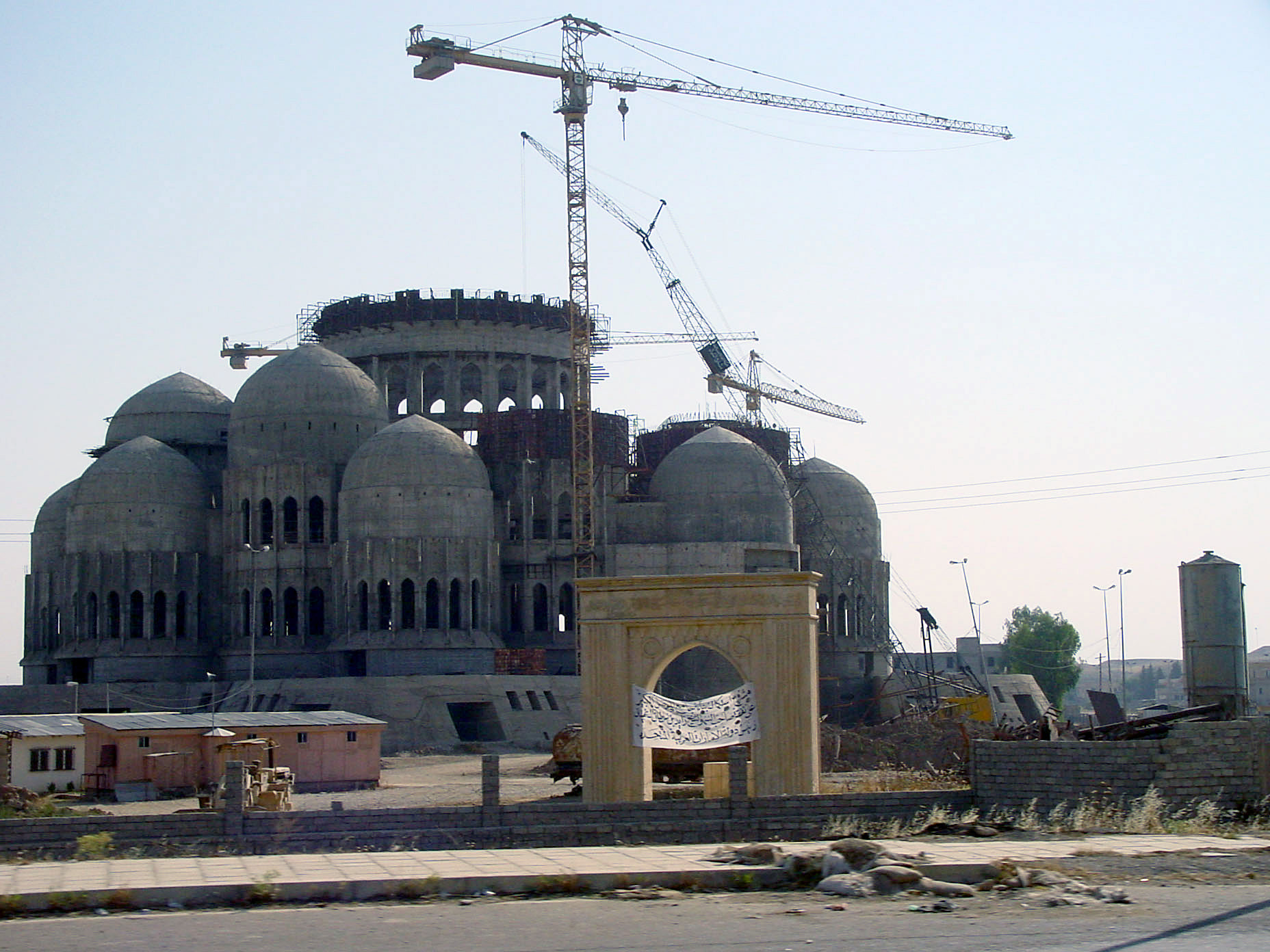
موقع بناء في الموصل

إعادة إعمار العراق: بعد عام 2003 يشير إلى الجهود الدولية المبذولة لإعادة بناء البنية التحتية للعراق منذ الغزو الأمريكي للعراق واحتلاله في 2003.

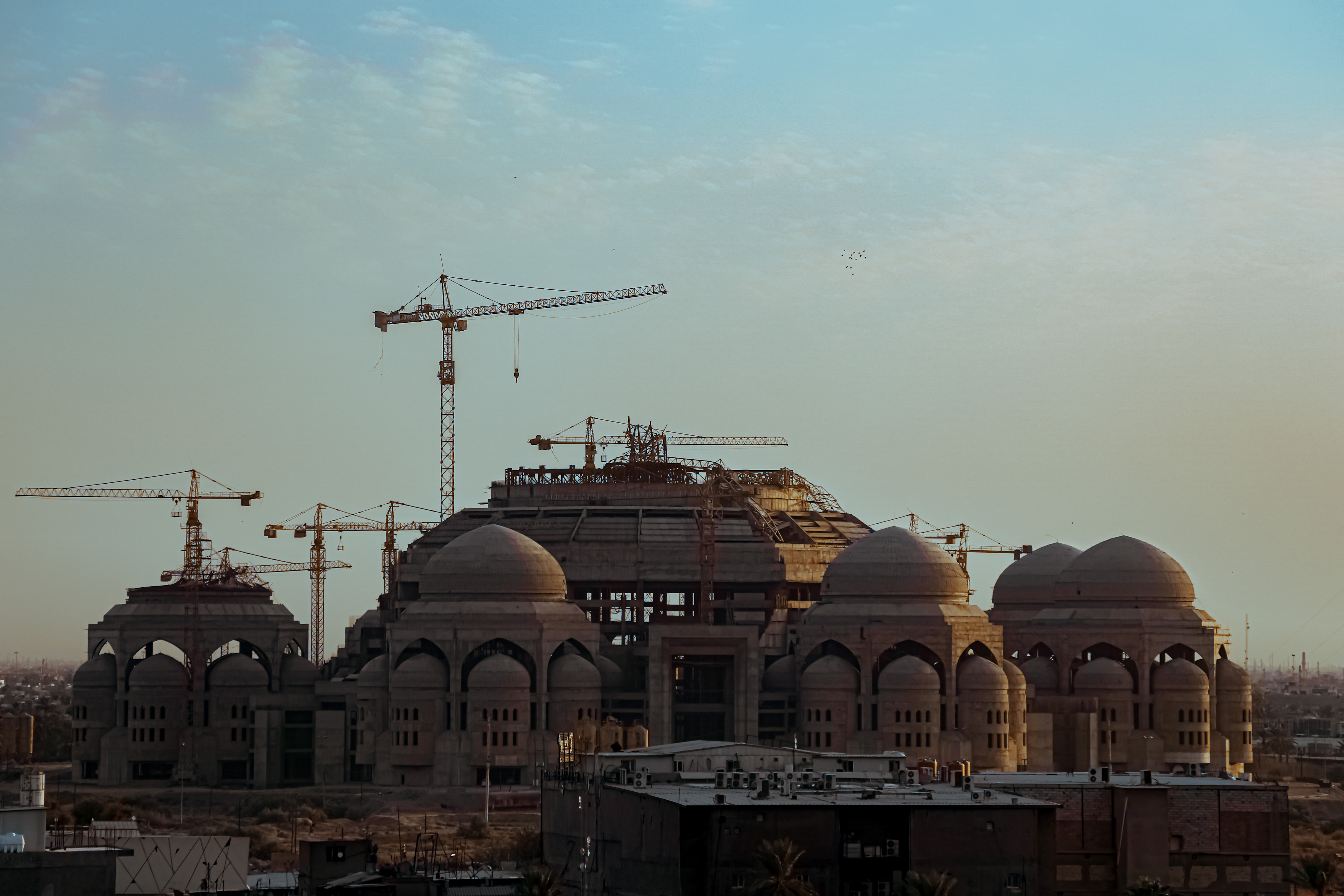
مسجد الرحمن في بغداد

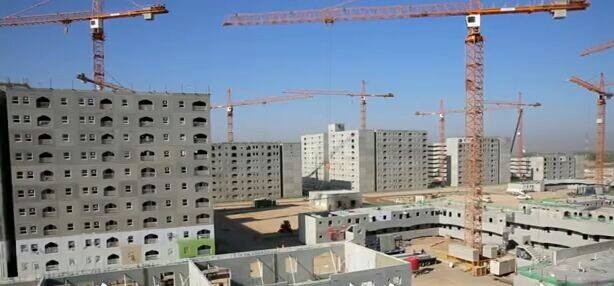
إنشاء مدينة بسماية الجديدة بالقرب من بغداد في محافظة ديالى، العراق

جنبا إلى جنب مع الإصلاح الاقتصادي في العراق، نفذت مشاريع دولية لترميم وتحسين المياه العراقية ومحطات معالجة مياه الصرف الصحي، وإنتاج الكهرباء وإنشاء المستشفيات والمدارس والمساكن وأنظمة النقل. وقد مول جزء كبير من الأعمال لإغاثة صندوق إعادة إعمار العراق، وسلطة التحالف المؤقتة.
كان هذا الحدث حدثا هاما للحصول على مساعدات أو الإستثمار في العراق بعد 2003 مؤتمر مدريد لاعادة الاعمار في 23 تشرين الأول/أكتوبر 2003 الذي حضره ممثلون عن أكثر من 25 دولة. وقد جمعت الأموال التي تدار في هذا المؤتمر من مصادر من جانب الأمم المتحدة والبنك الدولي.
في حين أن جهود إعادة الإعمار قد أنتجت بعض النجاحات، نشأت مشاكل مع تنفيذ الممولة دوليا جهود إعادة إعمار العراق. وتشمل هذه الأمنية غير كافية، والفساد المتفشي وعدم كفاية التمويل وضعف التنسيق بين الوكالات الدولية والمجتمعات المحلية، وتشير العديد من المواقع التي كانت تعرقل الجهود التي يبذلها العراق من سوء فهم من جانب المجتمع الدولي إلى المساعدة في إعادة الإعمار.

## حالة البنية التحتية للعراق قبل عام 2003
خلال السبعينيات، استثمر العراق بشكل كبير في قطاع المياه والبنية التحتية الأخرى باستخدام عائدات النفط. تباطأ هذا الاستثمار خلال حرب إيران والعراق من 1980 إلى 1988، لكنه ترك العراق في عام 1990 بنظام كهرباء وإمدادات مياه وصرف صحي حديث نسبيًا. خلال حرب الخليج عام 1991، تسببت القصف الجوي في أضرار جسيمة لشبكة الكهرباء التي كانت تشغل محطات الضخ وغيرها من المنشآت لتوصيل مياه الشرب ومعالجة الصرف الصحي. العقوبات التي فرضتها الأمم المتحدة في نهاية حرب الخليج زادت من تفاقم هذه المشاكل من خلال حظر استيراد قطع الغيار للمعدات والمواد الكيميائية، مثل الكلور، اللازمة للتعقيم. نتيجة للحرب والعقوبات، انخفض توصيل المياه بشكل حاد. على سبيل المثال، تقدر اليونيسف أنه قبل عام 1991، كان 95% من سكان المدن و75% من سكان الريف يحصلون على خدمات أنظمة إمداد المياه الحديثة التي توصل المياه المعالجة إلى المنازل والأعمال التجارية. بحلول عام 1999، انخفضت نسبة التغطية في المناطق الحضرية إلى 92% وفي المناطق الريفية إلى 46%. أظهرت توافر المياه الفردية تغييرات أكبر. بين عامي 1990 و2000، انخفض نصيب الفرد اليومي من المياه الصالحة للشرب من 330 لترًا إلى 150 لترًا في بغداد، ومن 270 إلى 110 في المناطق الحضرية الأخرى، ومن 180 إلى 65 في المناطق الريفية.
أدى غزو العراق في مارس 2003 إلى مزيد من تدهور أنظمة إمدادات المياه والصرف الصحي والإمدادات الكهربائية في العراق. تم نهب محطات المعالجة ومحطات الضخ ومحطات التوليد من معداتها وإمداداتها وأسلاكها الكهربائية من قبل اللصوص. كان الطاقم المؤهل من المهندسين والفنيين العاملين قد تشتت أو غادروا البلاد. واجهت جهود إعادة الإعمار أمة ذات بنية تحتية متدهورة بشدة.

## تقييم احتياجات إعادة الإعمار
في إطار التحضير لمؤتمر مدريد للمانحين في أكتوبر 2003، قام الفريق المشترك بين الأمم المتحدة والبنك الدولي بتقييم احتياجات التمويل لإعادة الإعمار في العراق خلال الفترة 2004-2007. التقرير الناتج حدد 14 قطاعًا واحتياجات التمويل المرتبطة بها كما هو موضح في الجدول أدناه. بالإضافة إلى هذا المبلغ البالغ 36 مليار دولار أمريكي، قدرت السلطة المؤقتة للتحالف حاجة إضافية تبلغ 20 مليار دولار أمريكي تشمل 5 مليارات دولار للأمن والشرطة و8 مليارات دولار لبنية صناعة النفط التحتية.
| القطاع                           | الاحتياجات(مليار دولار أمريكي) |
| -------------------------------- | ------------------------------ |
| المؤسسات الحكومية                | 0.39                           |
| التعليم                          | 4.81                           |
| الصحة                            | 1.60                           |
| تكوين فرص عمل                    | 0.79                           |
| النقل والاتصالات                 | 3.41                           |
| المياه, التعقيم, النفايات الصلبة | 6.84                           |
| الكهرباء                         | 12.12                          |
| الإدارة الحضرية                  | 0.41                           |
| الإسكان وإدارة الأراضي           | 1.42                           |
| الزراعة والموارد المائية         | 3.03                           |
| المؤسسات المملوكة للدولة         | 0.36                           |
| القطاع المالي                    | 0.081                          |
| استثمار المناخ                   | 0.34                           |
| مكافحة الألغام                   | 0.23                           |
| المجموع                          | 35.82                          |

في عام 2007، أنشأت حكومة العراق والأمم المتحدة الاتفاق الدولي مع العراق، وهو كيان للرؤية والتخطيط حدد إعادة الإعمار كعنصر أساسي لتلبية الاحتياجات الإنسانية والتنمية الاقتصادية.

## إدارة إعادة إعمار العراق
تُوزَّع أموال إعادة إعمار العراق على الوزارات العراقية، والوكالات الحكومية غير العراقية، ومختلف الجماعات غير الحكومية. تشرف هذه الكيانات بعد ذلك على شراء المواد وأعمال إعادة الإعمار التي يقوم بها كل من المقاولين الأجانب والعراقيين.
تُوزع الأموال التي تحتفظ بها مجموعة الأمم المتحدة للتنمية من خلال وكالات الأمم المتحدة مثل منظمة الصحة العالمية، ومنظمة الأمم المتحدة للطفولة (يونيسف)، وبرنامج الأمم المتحدة الإنمائي. تتعاقد هذه الوكالات التابعة للأمم المتحدة مباشرة مع موردي المعدات وشركات البناء. بدأ صرف الأموال من قبل الأمم المتحدة في يونيو 2004. يتم صرف الأموال التي يحتفظ بها البنك الدولي مباشرة إلى الوكالات الحكومية العراقية بما في ذلك بلدية بغداد والوزارات الوطنية. بدأ منح الأموال للوكالات العراقية في ديسمبر 2004.
سلسلة من الوكالات الأمريكية قد أدارت الأموال المحتفظ بها من قبل صندوق الإغاثة وإعادة الإعمار العراقي الذي تديره الولايات المتحدة. بدءًا من مايو 2003، بدأت سلطة الائتلاف المؤقتة (CPA) الإشراف على جهود إعادة الإعمار في العراق. داخل سلطة الائتلاف المؤقتة (CPA) تم إنشاء مكتب إدارة المشاريع (PMO) لإدارة مشاريع إعادة الإعمار. كان كل من CPA و PMO قسمين من أقسام وزارة الدفاع الأمريكية. في 28 يونيو 2004، تم حل سلطة الائتلاف المؤقتة وتولت الحكومة العراقية المؤقتة السلطة. في هذا الوقت، تم نقل إدارة مشاريع إعادة الإعمار إلى مكتب إعادة الإعمار والإدارة في العراق (IRMO)، وهو قسم تابع لوزارة الخارجية الأمريكية، ومكتب المشاريع والعقود (PCO)، وهو قسم تابع لوزارة الدفاع، وكلاهما تحت إشراف بعثة وزارة الخارجية الأمريكية إلى بغداد. في 4 ديسمبر 2005، تم دمج PCO مع قسم مهندسي الجيش الأمريكي، منطقة الخليج. منذ أكتوبر 2004، تم أيضًا تقديم الدعم التعاقدي لإعادة إعمار العراق من قبل القيادة المشتركة للتعاقدات - العراق/أفغانستان. وكالات حكومية أمريكية أخرى، بما في ذلك الوكالة الأمريكية للتنمية الدولية (USAID) ووزارة الخارجية، قد أصدرت أيضًا عقودًا ممولة من صندوق الإغاثة وإعادة الإعمار العراقي.
تُوزع الأموال من صندوق الإغاثة وإعادة الإعمار العراقي الذي تديره الولايات المتحدة بشكل كبير من خلال عقود مع الشركات الخاصة. لقد كانت العديد من الشركات الأمريكية بارزة بشكل خاص في تلقي أموال إعادة إعمار العراق. شركة بيكتل من سان فرانسيسكو، الولايات المتحدة الأمريكية، حصلت على أكثر من 2.4 مليار دولار لإعادة تأهيل البنية التحتية من خلال عقود الوكالة الأمريكية للتنمية الدولية (USAID). تم منح شركة فلاور أي إم إي سي، ال ال سي، غرينفيل، كارولاينا الجنوبية، الولايات المتحدة الأمريكية ما يقرب من مليار دولار لأنظمة إدارة المياه والصرف الصحي وإدارة النفايات الصلبة. تم منح شركة بارسونز كوربوريشن من باسادينا، كاليفورنيا مبلغ 1.3 مليار دولار لخدمات البناء. حصلت مجموعة واشنطن الدولية من بويز، أيداهو، الولايات المتحدة الأمريكية على جوائز بقيمة 580 مليون دولار لمشاريع إعادة بناء موارد المياه. شركة كيلوج، براون آند روت (KBR)، التابعة لشركة هاليبرتون في هيوستن، تكساس، قد حصلت على جوائز بقيمة 580 مليون دولار. تم توزيع 1.2 مليار دولار أخرى على المقاولين العراقيين. في عامي 2005/2006، حصلت شركة سيمبيون باور الأمريكية على 250 مليون دولار من أعمال البنية التحتية الكهربائية الجديدة ذات السعر الثابت التي تم التنافس عليها في جميع أنحاء البلاد. شركة سيمبيون باور هي شركة هندسية مملوكة للقطاع الخاص، وهيكل ملكيتها يتضمن شركة أمنية تُدعى هارت سيكيوريتي. الأرقام بالدولار المقدمة هنا هي اعتبارًا من يوليو 2006.

## تقدم إعادة إعمار العراق
جهود إعادة الإعمار قد عانت من سوء الإدارة، وسوء التعامل مع أموال الإعمار، وعدم التنسيق الكافي مع العراقيين، والهجمات الواسعة على مواقع البناء والمقاولين كما وثقها مكتب المفتش العام الخاص لإعادة إعمار العراق. (SIGIR). في أكتوبر 2004، أنشأ الكونغرس الأمريكي SIGIR الذي يتولى الإشراف على استخدام وإساءة استخدام IRRF المحتملة. يجري SIGIR عمليات تدقيق وتحقيقات وتفتيشات ويصدر تقارير ربع سنوية إلى الكونغرس. تقارير SIGIR وشهادة ستيوارت بوين، المفتش العام، أمام الكونغرس الأمريكي، هي مصدر رئيسي للمعلومات حول الوضع العام لإعادة إعمار العراق الممولة من الولايات المتحدة. معدل صرف الأموال التي تديرها الأمم المتحدة والبنك الدولي كان بطيئًا. غالبًا ما تكون الوكالات والوزارات العراقية غير قادرة على استلام أو معالجة الأموال. واجهت العديد من وكالات الأمم المتحدة صعوبة كبيرة في العمل في العراق بسبب الوضع الأمني السيء.

### إعادة برمجة أموال إعادة الإعمار
لقد خضعت التخصيصات الأصلية لصندوق إعادة الإعمار والإعمار (IRRF) للقطاعات المختلفة لسلسلة من إعادة التخصيص. حدثت هذه التغييرات في التخصيصات في سبتمبر وديسمبر 2004 ومارس وديسمبر 2005، وعادة ما تضمنت تحويل الأموال من قطاعات الموارد المائية والصرف الصحي والكهرباء لتلبية الاحتياجات الأمنية وتوفير أموال التدريب والتشغيل للمرافق التي تم إعادة تأهيلها بالفعل بموجب تمويل IRRF. يوضح الجدول أدناه التغييرات التي حدثت في التخصيصات (مليارات الدولارات الأمريكية) بين سبتمبر 2004 وديسمبر 2005. بينما يتم إدراج النفقات الإدارية كفئة منفصلة، تم إنفاق 0.60 مليار دولار إضافية، موزعة عبر القطاعات، على التكاليف الإدارية في السنة المالية 2004 و2005.
| القطاع                          | التخصيص قبل 30 سبتمبر 2004 | التخصيص اعتبارًا من 31 ديسمبر 2005 |
| ------------------------------- | -------------------------- | --------------------------------- |
| الكهرباء                        | 5.46                       | 4.22                              |
| الصرف الصحي والموارد المائية    | 4.25                       | 2.13                              |
| الامن والقوات المسلحة           | 3.24                       | 5.04                              |
| العدالة والسلامة العامة         | 1.48                       | 2.35                              |
| تطوير القطاع الخاص              | 0.18                       | 0.45                              |
| إعفاء العراق من الديون          | 0.00                       | 0.35                              |
| البنى التحتية للنفط             | 1.70                       | 1.74                              |
| الرعاية الصحية                  | 0.79                       | 0.74                              |
| النقل والاتصالات                | 0.50                       | 0.47                              |
| التعليم واللاجئين وحقوق الإنسان | 0.26                       | 0.41                              |
| الطرق والجسور والبناء           | 0.37                       | 0.33                              |
| الادارة                         | 0.21                       | 0.21                              |
| المجموع                         | 18.44                      | 18.44                             |

### فجوة إعادة الإعمار
في أكتوبر 2005، قدمت SIGIR مفهوم "فجوة إعادة الإعمار" التي تم تعريفها على أنها الفرق بين إعادة الإعمار المخطط لها وما يتم تسليمه فعليًا. اعتبارًا من فبراير 2006، أفاد SIGIR بأن 36% فقط من مشاريع قطاع المياه المخطط لها في الأصل ستكتمل و70% فقط من مشاريع قطاع الكهرباء المخطط لها في الأصل ستكتمل. يُنسب هذا النقص إلى إعادة برمجة صندوق إعادة إعمار العراق (IRRF) للأموال من هذه القطاعات لتلبية الاحتياجات الأمنية، والتقديرات السيئة للتكاليف في خطة إعادة الإعمار الأصلية، وزيادة تكاليف المواد، ونقص الإشراف الإداري. تقديرات الأموال المطلوبة لسد فجوة إعادة الإعمار يصعب الحصول عليها لأن هناك معلومات غير كافية عن تكلفة إكمال المشاريع الجارية بالفعل. بالإضافة إلى الأموال المخصصة لإعادة الإعمار، توصي SIGIR بتخصيص أموال للحفاظ على البنية التحتية المعاد بناؤها. بدون تمويل للمواد والتقنيين والوقود، قد تقع المنشآت التي تم إنجازها في حالة من الإهمال.

### أمن العاملين الدوليين في مجال الإغاثة
لقد وجدت المنظمات غير الحكومية الدولية (INGOs) أن العمل في العراق يشكل خطرًا كبيرًا على موظفيها، حيث بين مارس 2003 ومارس 2008 قُتل 94 من عمال الإغاثة، وأصيب 248، واعتُقل أو احتُجز 24، واختُطف أو أُخذ 89. وقد أدى ذلك إلى أن تقوم المنظمات غير الحكومية الدولية إما بتفكيك عملياتها بالكامل، أو الذهاب تحت الأرض ومحاولة جعل أنشطتها بأقل قدر ممكن من الظهور. لا تُعامل المنظمات غير الحكومية الدولية كأطراف محايدة من قبل قطاعات كبيرة من السكان بسبب بدء عملياتها بالتزامن مع الغزو وتلقيها الأمن والتمويل من القوة متعددة الجنسيات والحكومات التي تتكون منها. أدت الأوضاع الأمنية أيضًا إلى إدارة الكثير من برامج المساعدات في الخارج، مما خفض فعالية البرامج وخلق استجابة مجزأة. ناقش الباحثون في معهد التنمية الخارجية أهمية استخدام المنظمات المحلية وأيضًا فهم العنف ليس كتحدٍ واحد لا يمكن التغلب عليه، بل فهم أعمال العنف المختلفة بشكل فردي أكثر، ومشاركة المعرفة بين الوكالات والاستجابة بشكل أكثر ملاءمة - تشكيل لجنة تنسيق المنظمات غير الحكومية في العراق هو خطوة في هذا الاتجاه.

### الهجمات على الأنشطة الإنشائية
الهجمات والقتل والتفجيرات والتخريب المسلح هي تهديدات روتينية لمقاولي إعادة الإعمار. منذ بدء إعادة الإعمار في مارس 2003 وحتى 30 يوليو 2009، توفي ما لا يقل عن 1395 عاملاً في المشاريع الممولة من الولايات المتحدة وفقاً لوزارتي العمل والخارجية الأمريكيتين. الجدول أدناه يوضح عدد وفيات العمال في كل ربع بدءًا من أول تقرير لـ SIGIR. بالإضافة إلى ذلك، كان هناك الآلاف من مطالبات التأمين من قبل عمال البناء عن الإصابات التي تعرضوا لها في الهجمات. من المحتمل أن تكون الأرقام قد تم الإبلاغ عنها بشكل خاطئ، خاصة بين المقاولين العراقيين. تخويف العمال قد أخر المشاريع وقلل من توفر الفنيين الخبراء غير العراقيين. يُقدَّر أن 25% من أموال إعادة الإعمار قد تم استخدامها لتوفير الأمن للعمال ومواقع العمل.
الهجمات والتخريب قد أثروا أيضًا على المشاريع المكتملة بما في ذلك تخريب خطوط أنابيب النفط وأبراج الكهرباء عالية الجهد. ومع ذلك، أعلن قائد القوة متعددة الجنسيات في العراق، الجنرال ديفيد بتريوس، في مايو 2008 أن إنتاج النفط والكهرباء قد تجاوز مستويات ما قبل الحرب حيث أن "الزيادة" وتجنيد العراقيين المحليين في القوات الأمنية قد جلبت الهدوء إلى العديد من مناطق البلاد.
| السنة | الربع الاول | الربع الثاني | الربع الثالث | الربع الرابع |
| ----- | ----------- | ------------ | ------------ | ------------ |
| 2004  | لا يوجد     | لا يوجد      | 22           | 112          |
| 2005  | 44          | 54           | 85           | 52           |
| 2006  | 52          | 59           | 91           | 101          |
| 2007  | 152         | 79           | 72           | 43           |
| 2008  | 58          | 48           | 33           | 35           |
| 2009  | 57          | 29           |              |              |

### الفساد
لقد زُعم أن كميات كبيرة من الدولارات الأمريكية الضريبية والإيرادات العراقية التي تم الاستيلاء عليها قد فقدت من قبل سلطة الائتلاف المؤقتة. (CPA). قدرت إحدى عمليات التدقيق المبلغ الإجمالي بما يصل إلى 8.8 مليار دولار. المقاولون المحتالون مثل فيليب بلوم غالبًا ما كانوا يرشون موظفي CPA مقابل عقود لم تُنفذ أبدًا. تصف مقالة في نيويورك تايمز "مخالفات تشمل ملايين الدولارات المخصصة لإعادة الإعمار المحشوة بشكل عشوائي في صناديق الأحذية وخزائن الملفات، وجندي أمريكي في الفلبين قام بالمقامرة بالأموال التي تخص العراق، وثلاثة عراقيين سقطوا إلى موتهم في مصعد مستشفى تم تجديده وتم تصنيفه بشكل غير صحيح على أنه آمن." بينما بدأت الحكومة الأمريكية عملية مقاضاة المقاولين الذين سرقوا أموال الضرائب الأمريكية، فإن الحكومة العراقية لا تملك حاليًا أي وسيلة لاستعادة الأصول العراقية التي سرقها المقاولون الأمريكيون. بينما بدأت الحكومة الأمريكية عملية محاكمة المقاولين الذين سرقوا أموال الضرائب الأمريكية، لا تملك الحكومة العراقية حاليًا أي وسيلة لاستعادة الأصول العراقية التي سرقها المقاولون الأمريكيون. يرجع ذلك جزئيًا إلى مرسوم أصدرته سلطة الائتلاف المؤقتة يمنح المتعاقدين المدنيين في العراق حصانة من جميع السلطات القضائية العراقية.
كجزء من إعادة الإعمار، تم منح عقود بدون مناقصة لشركات أمريكية كبيرة بما في ذلك هاليبرتون وبيكتل. على وجه الخصوص، تم استهداف هاليبرتون لتلقيها ما يُعتبر تفضيلًا حكوميًا لأدائها الضعيف في إعادة بناء البنية التحتية النفطية للعراق. عندما حدد المدققون في البنتاغون أن حوالي 263 مليون دولار من تكاليف إحدى الشركات التابعة لهاليبرتون كانت محتملة الزيادة، دفعت الجيش للشركة جميع التكاليف المتنازع عليها باستثناء 10.1 مليون دولار. أصبحت شركة بيكتل أول مقاول رئيسي أمريكي يعلن عن انسحابه من العراق في خريف عام 2006.
يقول البعض إن إعادة الإعمار كانت ستكون أكثر كفاءة وأقل تكلفة بكثير لو تم منح المزيد من العقود للشركات العراقية المحلية، التي تم استبعاد العديد منها من العملية بسبب كونها مملوكة للدولة. قيل للنائب هنري واكسمان من قبل أعضاء المجلس الحاكم العراقي أن دفع الشركات العراقية لإعادة بناء العراق بدلاً من الشركات الأمريكية سيوفر على دافعي الضرائب الأمريكيين 90% من التكاليف. بحلول صيف عام 2008، عادت مستويات النفط والكهرباء إلى مستويات ما قبل الغزو (أي ما قبل مارس 2003).
بحلول صيف عام 2008، عادت مستويات النفط والكهرباء إلى مستويات ما قبل الغزو (أي ما قبل مارس 2003).
في عام 2012، أفاد الاتحاد الدولي للصحفيين الاستقصائيين أنه في العامين السابقين، فاز 70 فردًا وشركة أمريكية بعقود تصل قيمتها إلى 8 مليارات دولار أمريكي لإعادة إعمار العراق وأفغانستان بعد الحرب، وقد تبرعوا جميعًا لحملات الانتخابات الرئاسية الناجحة للرئيس الأمريكي السابق جورج بوش، وكان يقودهم ديك تشيني قبل أن يتم اختياره كرفيق لبوش في الترشح ومن ثم انتخابه نائبًا للرئيس.
كما وردت تقارير عن ضغوط من الحكومة الأمريكية على الإدارة العراقية بشأن عطاءات الشراء العامة الأخيرة. في أبريل 2019، كانت مجموعة سيمنز الألمانية على وشك الفوز بعقد بقيمة 14 مليار دولار لإعادة بناء البنية التحتية للعراق التي تضررت من الحرب، وفقًا لرئيس الوزراء آنذاك عادل عبد المهدي، مما أغضب منافستها سيمنز، مجموعة جنرال إلكتريك الأمريكية، وتسبب في ضغط إدارة ترامب لصالح جنرال إلكتريك. بالإضافة إلى ذلك، قال المسؤولون العراقيون في عام 2018 إن إدارة ترامب كانت تضغط بشدة على البلاد لاختيار جنرال إلكتريك على سيمنز، وهو ما حدث في نهاية المطاف في وقت لاحق من ذلك العام.

## الحالة الحالية لإعادة الإعمار
قام المفتش العام الخاص للولايات المتحدة إلى جانب العديد من القادة العراقيين بتقييم البرنامج على أنه فاشل.

### الكهرباء
المقال الرئيسي: الكهرباء في العراق
أشار الجنرال بترايوس في مايو 2008 إلى أن مستويات الكهرباء قد تجاوزت إنتاج ما قبل الحرب؛ ومع ذلك، فإن هذه الإحصائية مضللة. تغيرت الساعات المقدرة لتوافر الكهرباء يوميًا. خلال حكم صدام، كانت بغداد تتلقى الكهرباء بين 16 و24 ساعة في اليوم، بينما كانت المناطق خارج العاصمة تتلقى الكهرباء بين 4 و8 ساعات. تشير المعلومات من مؤسسة بروكينغز (بداية عام 2007) إلى أن بغداد الآن تتلقى الكهرباء من 4 إلى 8 ساعات يوميًا، بينما تتلقى بقية البلاد من 8 إلى 12 ساعة من الكهرباء يوميًا. مستويات الكهرباء الحالية التي تبلغ حوالي 4000 ميغاوات لم تصل بعد إلى الهدف المعلن للإنتاج الوطني البالغ 6000 ميغاوات.
اعتمدت معظم الجهود لإعادة بناء البنية التحتية الكهربائية في العراق بشكل كبير على إصلاح وبناء خطوط النقل والمحطات الفرعية من قبل شركات الهندسة العالمية المستعدة للعمل في الأراضي المعادية.
اعتبارًا من سبتمبر 2013، قالت وزارة الكهرباء إنها تقترب من الاكتفاء الذاتي وأن هذا العام سيشهد نهاية الأزمة، وأن ساعات الكهرباء في بغداد والمحافظات الأخرى تراوحت بين 24 ساعة خلال هذه الأيام، حيث إن هناك ثماني محافظات تتمتع بـ 24 ساعة من الكهرباء وهي كركوك وبابل والنجف وكربلاء وميسان وذي قار والمثنى، باستثناء الكاظمية.

### المساعدات الغذائية والإنسانية
فيما يتعلق بالمساعدات الغذائية والإنسانية، يبدو أن العراق قد أبرز ذلك بطرق مختلفة. على سبيل المثال، تم إنشاء مكتب إعادة الإعمار والمساعدات الإنسانية (OHRA) بهدف استعادة الخدمات الأساسية للشعب العراقي. ومع ذلك، تم تحقيق القليل جدًا فيما يتعلق بإعادة التأهيل الاجتماعي والاقتصادي. عانى الشعب العراقي من معاناة أكبر بكثير قبل الغزو.
في مايو 2006، أنهى برنامج الأغذية العالمي التابع للأمم المتحدة (WFP) أحدث مسح له للأمن الغذائي.
وجدت أن 15 في المئة من إجمالي السكان العراقيين (أكثر بقليل من 4 ملايين شخص) يعانون من انعدام الأمن الغذائي ويحتاجون بشدة إلى أنواع مختلفة من المساعدات الإنسانية، بما في ذلك الغذاء، على الرغم من الحصص التي يتلقونها من نظام التوزيع العام. (PDS). هذا هو ارتفاع من النسبة المقدرة بـ 11 في المئة (2.6 مليون شخص) الذين اعتُبروا فقراء للغاية في أول مسح لبرنامج الأغذية العالمي في سبتمبر 2004. أشارت دراسة مايو 2006 أيضًا إلى أن 8.3 مليون شخص آخرين سيصبحون غير آمنين غذائيًا إذا لم يتم تزويدهم بحصة من نظام توزيع الأغذية، مقارنة بـ 3.6 مليون شخص في الدراسة السابقة. أظهرت دراسة سابقة، أجريت في يوليو 2005، أن معدلات سوء التغذية الحاد للأطفال كانت تسعة في المئة بشكل عام، ولكن مع وصول المعدلات إلى 13 في المئة للأطفال الذين تتراوح أعمارهم بين 6 و12 شهرًا و12 في المئة للأطفال الذين تتراوح أعمارهم بين سنة وسنتين.
في عام 2007، تواصل برنامج الأغذية العالمي تقديم المساعدات الغذائية الطارئة لحوالي 1.1 مليون عراقي. ساعد برنامج الأغذية العالمي في إنشاء وحدة للأمن الغذائي، تقع في وزارة التخطيط والتعاون الإنمائي العراقية، والتي تجمع معلومات حول الأمن الغذائي. لا يزال نظام توزيع المواد الغذائية (PDS) مساهمًا رئيسيًا في استقرار إمدادات الغذاء في العراق. بالنسبة للفقراء وغير الآمنين غذائيًا، يمثل نظام توزيع المواد الغذائية (PDS) حتى الآن المصدر الغذائي الأكثر أهمية في نظامهم الغذائي.

### المياه والصرف الصحي والنفايات الصلبة
اعتبارًا من يناير 2007، أدت المشاريع الممولة من صندوق الإنعاش والإعمار العراقي إلى بناء أو إعادة تأهيل 21 منشأة لمعالجة المياه الصالحة للشرب و200 نظام مياه أصغر. تشمل المشاريع الرئيسية محطة معالجة المياه في الناصرية التي ستنتج 240,000 متر مكعب يوميًا. تم الانتهاء من قناة مياه جديدة لتزويد البصرة وذي قار بالمياه النظيفة في أبريل 2006. هذه المشاريع قد وفرت القدرة على تزويد المياه لحوالي 5.4 مليون شخص. (1.67 مليون متر مكعب في اليوم). هذا مقارنة بالسعة المستهدفة، عند الانتهاء من جميع مشاريع المياه الممولة من صندوق الإنعاش والإعمار، والتي تبلغ 2.37 مليون متر مكعب في اليوم اللازمة لتلبية احتياجات 8.4 مليون شخص. من الصعب تحديد كمية المياه التي تصل فعلاً إلى المواطنين العراقيين بسبب الفاقد الكبير في أنظمة التوزيع.
مخطط لمكب نفايات حديث، تم بناؤه وفقًا للمعايير البيئية الدولية، في جنوب غرب بغداد، بقدرة على معالجة 2,230 مترًا مكعبًا من النفايات يوميًا. تم إيقاف البناء قبل اكتماله في نوفمبر 2005، بسبب المخاوف الأمنية. لقد تم استخدام مكب النفايات بشكل محدود، ومع ذلك لم يتم تنفيذ الاستخدام الكامل بعد.
تشير التقارير الأخيرة حول جمع النفايات إلى أن كونك جامع نفايات قد يكون واحدًا من أخطر الوظائف في العراق. معظم عمال البلديات البالغ عددهم 500 الذين قُتلوا في بغداد منذ عام 2005 كانوا من جامعي النفايات. هناك عدد غير كافٍ من مركبات جمع النفايات، حيث يوجد حاليًا 380 مركبة فقط في الخدمة. قبل الغزو كان هناك 1200 شاحنة عاملة. تم تدمير معظم المركبات أو فقدانها في أعمال النهب التي اجتاحت العاصمة بعد الغزو الأمريكي. يقدّر نائب عمدة بغداد أن المدينة تحتاج إلى 1500 مركبة لجمع النفايات.

### النفط
قبل غزو عام 2003، كان إنتاج النفط الخام العراقي حوالي 2.5 مليون برميل يوميًا (400,000 م3/يوم). (BPD). في عام 2006، بلغ متوسط إنتاج النفط الخام العراقي 2.12 مليون برميل يومياً. في منتصف عام 2006، قال وزير النفط العراقي إنه "يتوقع أن يرتفع الإنتاج إلى حوالي 4 ملايين برميل يومياً بحلول عام 2010، ليزداد إلى 6 ملايين برميل يومياً بحلول عام 2012."
وصف بعض المسؤولين في وزارة النفط الوضع بأنه فوضوي، حيث قال أحد المسؤولين: "لا نعرف الكمية الدقيقة للنفط الذي نصدره، ولا نعرف بالضبط الأسعار التي نبيعها بها، ولا نعرف إلى أين تذهب عائدات النفط."
في صيف عام 2008، لم يكن البرلمان الوطني قد أصدر بعد "قانون الهيدروكربونات" الشامل (قانون النفط) الذي يوزع الإيرادات بين المحافظات المحلية والحكومة المركزية. بينما تجاوز إنتاج النفط في أوائل عام 2008 مستويات ما قبل الحرب واستمر في الارتفاع، ظلت الخلافات قائمة بين المناطق الغنية بالنفط والمناطق الفقيرة بالنفط والحكومة الوطنية بشأن حقوق التعاقد وتقاسم الإيرادات.

### الرعاية الصحية
المقال الرئيسي: الصحة في العراق
حتى أوائل التسعينيات، كان يُعتبر نظام الرعاية الصحية في العراق من الأكثر تقدماً في الشرق الأوسط. بعد حرب الخليج، بدأت تتدهور. قبل حرب العراق، كان الإنفاق على الرعاية الصحية يبلغ 50 سنتًا (أمريكي) لكل عراقي في السنة. اليوم، تدهور النظام الصحي العراقي إلى حالة مزمنة ودائمة. العدوى منتشرة، ومعدل وفيات الرضع قد ارتفع، والنقص في المستلزمات الطبية كلها تهدد النظام الطبي الذي كان يعمل بشكل جيد في السابق. المنظمة غير الحكومية الأمريكية، اعطاء الامل للاطفال، لديها برنامج تطوير الرعاية الصحية مستمر في العراق يجهز المستشفيات والعيادات بالمستلزمات والمعدات اللازمة بالتعاون مع الجيش الأمريكي. 
ومع ذلك، فإن الوضع في كردستان العراق مختلف تمامًا. بفضل استقرارها الأفضل وكذلك الحكم الذاتي، تتمتع منطقة كردستان برعاية صحية تفوق تلك التي كانت تحت حكم صدام. لم يغادر العاملون في مجال الصحة المحافظات إلى الدول المجاورة، كما فعلوا في العراق الطائفي، وتعكس البرامج الجديدة للتعليم المهني المستمر في المدن الكردية الكبرى في العراق تفاؤل المنطقة.
مع محافظة الأنبار ذات الأغلبية السنية في الغرب التي تشهد استقرارًا متزايدًا بفضل زيادة القوات الأمريكية ورفض السنة لتنظيم القاعدة في العراق، يأمل محللو الصحة الدولية  في رؤية تحسينات في الرعاية الصحية هناك أيضًا. لا يزال من غير الواضح ما إذا كانت المنظمات غير الحكومية والحكومة العراقية المركزية التي تهيمن عليها الشيعة ستستفيد من الأمن المحسن لتنفيذ خدمات مستدامة وتحسينات أخرى. شملت المبادرات المحلية في يونيو 2008 التعاقد مع الفيلق الطبي الدولي لبرنامج شامل للتعليم الطبي المستمر في الأنبار، وحقوق العودة للمهنيين الصحيين المغتربين، وإعادة هيكلة التمريض، مع برامج مبتكرة تتوازى مع مسار التمريض "الدبلوم" في الغرب، وهدف جذب النساء إلى التمريض كمهنة (70% من الممرضين العراقيين من الذكور).
حتى أواخر عام 2007، كانت وزارة الصحة قد تم توزيعها من قبل الأغلبية الشيعية الجديدة على السياسيين المتحالفين مع مقتدى الصدر، زعيم حزب شيعي أقلية ورئيس طائفة بارزة في أحياء شرق بغداد الفقيرة. انتشرت الادعاءات باختطاف المرضى السنة، ومرضى قوات الأمن العراقية (الجيش والشرطة)، من أسرتهم في المستشفيات. تمت محاكمة المفتش العام بتهمة الفساد، وتمت إقالة قائد خدمة حماية المنشآت (FPS) لتشغيله منظمة تشبه المافيا، وتقديمه الأسلحة والقوى البشرية للإرهابيين وعصابات أخرى.
في نهاية عام 2007، تم تعيين وزير صحة جديد، صالح الحسناوي، وبدأ في إجراء الإصلاحات الوزارية. تم استبدال المفتش العام وتم تشجيع انفتاح جديد. في يونيو 2008، عقد وزير الصحة مؤتمرًا وطنيًا للتخطيط الاستراتيجي في بغداد. في هذا المؤتمر، الذي حضره محترفون ومنظمات غير حكومية وفرق إعادة الإعمار الإقليمية من جميع أنحاء العراق، أعلن أن العراق سيوجه إعادة إعمار نظامه الصحي، بتمويل عراقي وفقًا للأولويات العراقية. على الرغم من أنه لا يزال هناك مكان لنصائح الخبراء الخارجيين، كان من الواضح تصميم العراقيين على توجيه تطويرهم الصحي بأنفسهم.
توجد بيانات قليلة حول دور الممارسة الخاصة في العراق. تتراوح التقديرات حتى 70% من زيارات العيادات الخارجية، مقارنة بحوالي 30% قبل الحرب. لقد أدرجت العراق الرعاية الصحية كحق دستوري؛ ومع تزايد وصول الرعاية المدعومة من الحكومة، من المحتمل أن يتغير مستقبل الممارسة الخاصة، لكنها ميزة متأصلة في نسيج الرعاية الصحية العراقية.

### نظام الرموز البريدية
في عامي 1991 و2003، طورت العراق نظامًا للرموز البريدية لم يُستخدم على نطاق واسع. كلا المحاولتين حاولتا تحديد الشارع أو عنوان التسليم، بالإضافة إلى المحافظة ومكتب البريد. لسوء الحظ، كانت كلا المحاولتين تحتويان على قيود مدمجة لا تسمح بالتوسع وكانت أكثر تعقيدًا مما هو ضروري.
في عام 2004، بدأ السيد إبراهيم حسين علي، مدير عام البريد العراقي، ومستشارو البريد في CPA/MoC جهودًا لتصحيح وتحديث نظام الرموز البريدية العراقي.

## تطوير القطاع الخاص

### خطة النهضة المقترحة لبغداد
تم اقتراح بعض التطورات في القطاع الخاص أيضًا. أحد هذه المشاريع هو خطة النهضة المقترحة لبغداد، وهي خطة تمتد على مدى 25 عامًا، صممها المعماري هشام ن. عشقي لتحويل 9 كيلومترات مربعة من رواسب الطمي إلى "حي تجاري وسكني راقٍ" على ضفاف نهر دجلة في وسط بغداد، وكذلك ساحة التحرير القريبة. كان ميدان التحرير في الأصل جزءًا من المنطقة التجارية المركزية في بغداد، وتركز المرحلة الأولى من الخطة على إعادة تطوير هذه المنطقة. 
عند الانتهاء، ستُشغل "مراكز التجارة، والبنوك، والطب، والإسكان، والبث وتكنولوجيا المعلومات، والمعارض، والمؤتمرات والمراكز الثقافية" التي يتكون منها المخطط من قبل ما يصل إلى نصف مليون شخص. حظي المشروع بتشجيع من وزارة التجارة الأمريكية وكذلك من منظمات أمريكية ومنطقة الشرق الأوسط الأخرى. اقتراح أصغر حجمًا للدكتور أشكوري هو مجمع فندق السندباد ومركز المؤتمرات، وهو مجمع فندقي ومجمع سينمائي شاهق سيكون أول ناطحة سحاب في بغداد.
الآراء السائدة هي أن عدم الاستقرار السياسي والاجتماعي في المنطقة يجعل مثل هذه المشاريع محفوفة بالمخاطر بشكل غير مبرر، على الرغم من العائد المرتفع المتوقع على الاستثمار. المخاوف الأمنية خلال مراحل المسح والبناء تشكل حاليًا عاملًا يعيق التكلفة.